# Pierre Aigrain
Pierre Aigrain (Poitiers, 28 de setembro de 1924 – Garches, 30 de outubro de 2002) foi um professor, físico e político francês.
É um dos pioneiros da física dos sólidos e os seus trabalhos sobre os semicondutores estiveram na base do desenvolvimento da eletrônica moderna.